# مخيمات اللاجئين السوريين

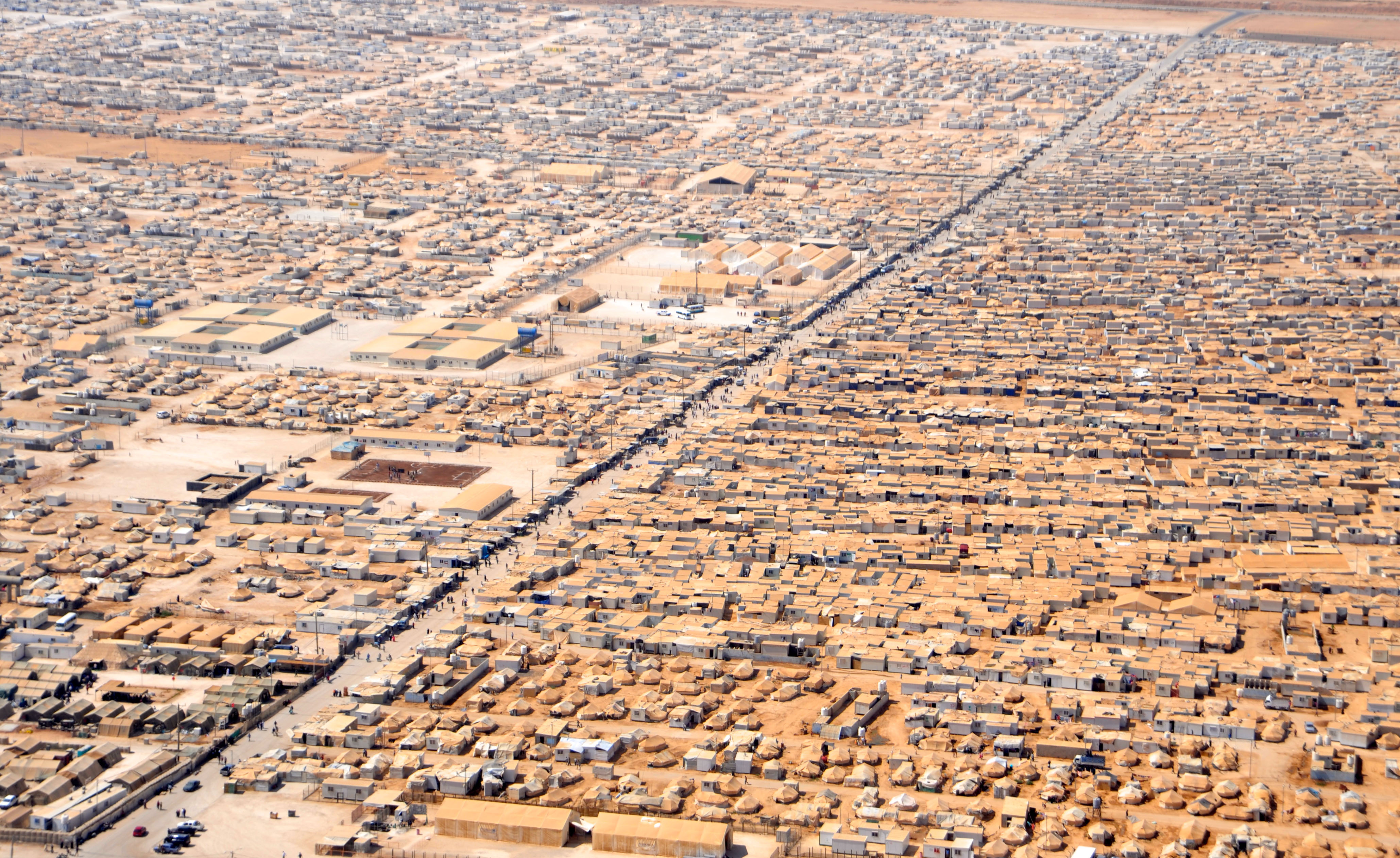
مخيّم الزعتري في الأردن، وهو أكبر مخيم للّاجئين السوريين في العالم.

أُنشئت مخيمات اللاجئين السوريين لاستقبال النازحين واللاجئين من الحرب الأهلية السورية، في داخل سوريا وخارجها. من بين 7 ملايين نازح داخل سوريا، تعيش أقلية صغيرة فقط في المخيمات أو الملاجئ الجماعية. وبالمثل، من بين 8 ملايين لاجئ في الخارج، يعيش حوالي 10٪ فقط في مخيمات اللاجئين، بينما تعيش الغالبية العظمى منهم في المناطق الحضرية والريفية على حد سواء في البلدان المجاورة لسوريا. وإلى جانب السوريين، تضم هذه المخيمات أحيانًا لاجئين عراقيين وفلسطينيين وأكراد ويزيديين وبضعة أفراد من الصومال ومجموعة من الذين فروا من الحروب الأهلية في اليمن والسودان.
كان هناك 2 مليون طفل لاجئ تتراوح أعمارهم بين 5 و 17 سنة، من إجمالي 5 ملايين لاجئ مسجل في تركيا ولبنان والأردن والعراق ومصر في نهاية عام 2016. وقد حصل 1.1 مليون من هؤلاء الأطفال على التعليم، سواء الرسمي (900,000) أو غير الرسمي (150,000)، بما في ذلك أكثر من 6,600 طفل لاجئ من فلسطينيي سوريا. تركزت المساعدات الإنسانية خلال الحرب الأهلية السورية على الاحتياجات الأساسية والرعاية الصحية والتعليم وتوفير الوظائف. يبقى معظم العبء على البلدان المضيفة، التي تواجه اقتصادًا مضطربًا وتعطّل في الصادرات، بالإضافة لزيادة عدد السكان، مما يتسب في ضغوط كبيرة على البنية التحتية العامة والخاصة مثل الإسكان.

## المخيمات داخل سوريا
داخل سوريا نفسها، يتم تنسيق المساعدات الإنسانية لإيواء المشردين داخليًا بشكل رئيسي من قبل مجموعة المأوى العالمية (التي تشارك في قيادتها المفوضية السامية للأمم المتحدة لشؤون اللاجئين والاتحاد الدولي لجمعيات الصليب الأحمر والهلال الأحمر ووزارة الإدارة المحلية السورية). ومع ذلك، هناك صعوبة في الوصول إلى مناطق الحاجة، لذلك تم توجيه الجهود نحو المساعدة الطارئة. تُشير المنطمات الدولية أيضًا إلى وجود تحدّيات لعمليّات المساعدة مثل تعقيد الإجراءات الإدارية ووحود قدرات محدودة للمنظمات غير الحكومية التي تعمل في سوريا.
في عام 2016، تمّت إعادة تأهيل المباني العامة كملاجئ جماعية قصيرة ومتوسطة الأجل لـ 24000 شخص. على سبيل المثال، من بين 90 ألف شخص من شرق حلب مسجلين من قبل الأمم المتحدة، تعيش الغالبية العظمى في منازل. بينما يعيش 4,250 فردًا المتبقين في مأوى جبرين الجماعي اعتبارًا من يناير 2017. تم توزيع مواد المساعدة (مواد البناء الخفيفة والأدوات والملابس والبطانيات وغيرها) على 26000 شخص، بينما استفاد 40000 من مساعدات لإعادة بناء المنازل المتضررة. في الآونة الأخيرة سمح الوضع بتنفيذ حلول أكثر ديمومة تضمنت إعادة تأهيل كاملة وطويلة الأمد للمنازل المتضررة. كما تحسّنت ظروف المعيشة الأساسية مثل إصلاح البنية التحتية الخفيفة والمساعدة القانونية.

### مخيم الهول
يقع هذا المخيّم على المشارف الجنوبية لمدينة الهول في محافظة الحسكة شمال سوريا، بالقرب من الحدود السورية العراقية، ويضمّ أشخاصًا مشردين من الأراضي التي احتلّها تنظيم الدولة الإسلامية (داعش). اعتبارًا من أبريل 2019، كان عدد اللاجئين في المخيم 74000 بعد أن نما من 10000 في بداية العام.
أشارت تقديرات في سبتمبر 2019 إلى أن المخيم كان يضم حوالي 20000 امرأة و 50000 طفل من عائلات مقاتلي تنظيم داعش. وقد أدّت الظروف السيئة في المخيم وتفشّي الأمراض مثل التيفوئيد والزحار إلى وفيات كبيرة بين النارحين. وبالإضافة للنازحين السوريين، يحوي المخيم على لاجئين عراقيين كذلك، إذ يعود تاريخ إنشائه إلي عام 2003 عندما تدفّق اللاجئون العراقيون إلى سوريا بعد الاحتلال الأمريكي للعراق.

### مخيم الركبان
أُقيم هذا المخيم على الحدود السورية الأردنية في منطقة الركبان وهي منطقة نائية قاحلة تمامًا. أصبحت هذه النقطة الحدودية مأهولة من قبل طالبي اللجوء إلى الأردن حيث منعت السلطات وصولهم بعد أن ارتفع عدد اللاجئين السوريين في الأردن إلى 1.4 مليون بحلول عام 2016. أشارت الحكومة الأردنية إلى وجود مخاوف أمنية بشأن قاطني المخيّم بعدَ معلومات حول وجود خلايا نائمة تابعة لتنظيم الدولة الإسلامية (داعش). ارتفع عدد السوريين هناك إلى 75000 في عام 2016، ليصبح مخيمًا فعليًا، مما أثار انتقادات شديدة للحكومة الأردنية من قبل المنظمات الدولية.
بحلول نوفمبر 2019، تمكّنت الحكومة السّورية بدعم من هيئة التنسيق الروسية من إجلاء 18000 شخص من المخيّم نصفهم من الأطفال بعد فتح ممرات إنسانية للسماح لهم بالهودة إلى مناطقهم المحرّرة من تنظيم داعش.

### مخيمات اللاجئين الفلسطينيين
تقدر وكالة الأمم المتحدة لإغاثة وتشغيل اللاجئين الفلسطينيين (الأونروا) أن 450,000 لاجئ فلسطيني لا يزالون في سوريا، منهم 280,000 نازح داخليًا. بينما نزح بعضهم عدة مرات نتيجة للعنف المسلح. بالإضافة إلى ذلك، نزح 120.000 إلى البلدان المجاورة. حتى عام 2011، قدّمت الأونروا الخدمات في 12 مخيماً تديرها السلطات السورية، بما في ذلك مخيم حمص ومخيم اليرموك. أُصيبت هذه المخيمات بأضرار جسيمة خلال النزاع وتعرّض البعض للتشريد القسري. حتى كانون الثاني 2017، كانت الأونروا تدير 9 ملاجئ تضمّ 2,600 لاجئ فلسطيني، وكانت توفّر المواد الغذائية وغير الغذائية للعديد من المخيمات والملاجئ الأُخرى الأخرى. شهدَ مخيّم اليرموك عدّة معارك بين تنظيمي هيئة تحرير الشام والدولة الإسلامية من أجل السيطرة عليه بين 2015 و 2018.

## المخيّمات في الدول المجاورة
تقدّم الخطة الإقليمية للاجئين والمرونة (3RP) نظرة عامة وخطط وتقارير استراتيجية، وضعتها المفوضية السامية للأمم المتحدة لشؤون اللاجئين وبرنامج الأمم المتحدة الإنمائي والمنظمات غير الحكومية الأُخرى، إلى جانب حكومات الدول التي أنشأت مخيّمات للّاجئين السوريين مثل: مصر والأردن ولبنان والعراق وتركيا. رفضت الحكومة الإسرائيلية تقديم أي مساعدة للّاجئين أو إنشاء مخيّمات مؤقتة لهم.

### تركيا

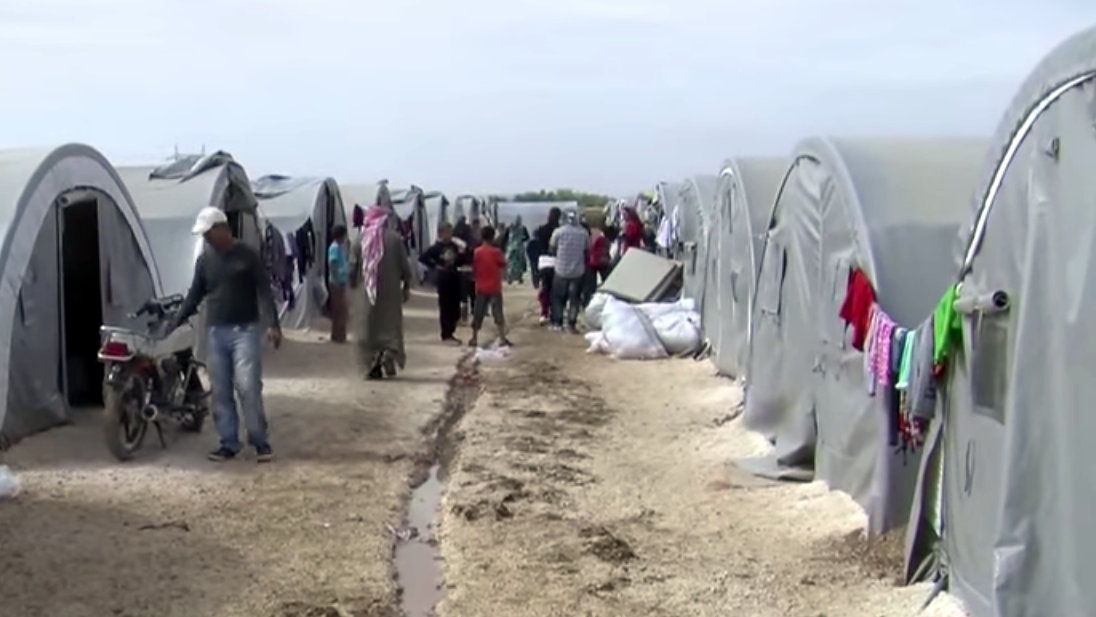
مخيم بالقرب من الحدود السورية في مدينة سروج في تركيا.

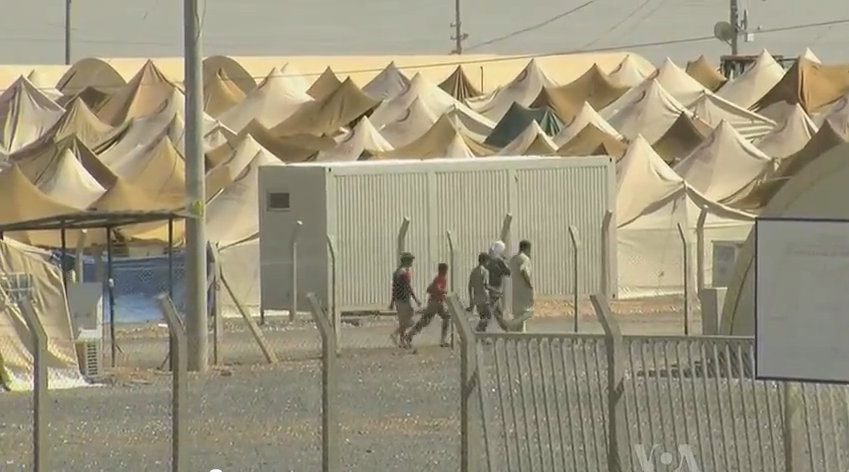
مخيم في مدينة رأس العين (أورفة) التركية

في تركيا، يُقدّر عدد اللاجئين السوريين بحوالي 3 ملايين، مع وجود العديد من اللاجئين غير المسجلين، وحتى مايو 2017، كان 260.000 منهم يعيشون في 22 مخيماً. وتقوم رئاسة إدارة الكوارث والطوارئ التركيّة التي تقودها الحكومة بدعم من الأمم المتحدة ومجموعة من المنظمات غير الحكومية بإدارة المخيّمات وتنظيمها تحت اسم «مراكز الإقامة المؤقتة».
| المحافظة            | اسم المخيم             | تعداد السكان | المجموع |
| ------------------- | ---------------------- | ------------ | ------- |
| لواء اسكندون المحتلّ | مخيّم القصير            | 8062         | 19,790  |
| لواء اسكندون المحتلّ | مخيم أوردو             | 3746         | 19,790  |
| لواء اسكندون المحتلّ | مخيم أبايدين           | 5,229        | 19,790  |
| لواء اسكندون المحتلّ | مخيم جوفيتشي           | 2,753        | 19,790  |
| محافظة أورفة        | مخيم رأس العين (أورفة) | 21,176       | 113,172 |
| محافظة أورفة        | مخيم أقجة قلعة         | 31,598       | 113,172 |
| محافظة أورفة        | مخيم حرّان              | 13761        | 113,172 |
| محافظة أورفة        | مخيم ويران شهر         | 15157        | 113,172 |
| محافظة أورفة        | مخيم سروج              | 31480        | 113,172 |
| عنتاب               | مخيم الإصلاحية الأول   | 7372         | 38,543  |
| عنتاب               | مخيم الإصلاحية الثاني  | 10,061       | 38,543  |
| عنتاب               | مخيم قرقميش            | 6,605        | 38,543  |
| عنتاب               | مخيم نيزيب الأول       | 10,033       | 38,543  |
| عنتاب               | مخيم نيزيب الثاني      | 4,472        | 38,543  |
| كلس                 | مخيم أونجه بينار       | 15735        | 36,076  |
| كلس                 | مخيم ألبيلي            | 20341        | 36,076  |
| كهرمان مرعش         | مخيم ميركيز            | 18,214       | 18,214  |
| عثمانية             | مخيم Cevdetiye         | 7,304        | 7,304   |
| أديامان             | مخيم ميركيز            | 9,625        | 9,625   |
| أضنة                | مخيم ساريجام           | 555          | 555     |
| ماردين              | مخيم مديات             | 3,373        | 3,373   |
| ملاطية              | مخيم Beydağı           | 10,227       | 10,227  |

افتُتح مخيم بسعة 20000 شخص في منطقة ديريك في ماردين في فبراير 2015، ولكن في عام 2016 تم إغلاقه بسبب مخاوف أمنية. ثُمّ نُقلَ 6,500 لاجئ منه إلى مخيمات أخرى. كما كان هناك مخيم في نصيبين، ولكن تم إخلائه بالقوة وتحويله إلى مقر عسكري للجيش التركي، وشهدت المدينة منذ ذلك الحين اشتباكات مع حزب العمال الكردستاني. أفادت منظمة تركية غير حكومية عن وجود عدة مخيمات ومستوطنات لليزيديين في جنوب شرق تركيا، تضم أكثر من 6000 شخص، بدون أي حضور أو نشاط لمفوضية اللاجئين أو وكالات الأمم المتحدة الأخرى في المنطقة. حيث تتم إدارة هذه المخيمات من قبل الجماعات السياسية الكردية المحلية بموارد قليلة.

### الأردن
تحدّد خطة الاستجابة الأردنية 2017-2019 النهج الرسمي لأزمة اللاجئين. كان هناك 660.000 لاجئ في الأردن مسجلين لدى المفوضية السامية للأمم المتحدة لشؤون اللاجئين اعتبارًا من مايو 2017، ويشكلون حوالي 9٪ من سكان الأردن.  وشمل هذا العدد 140.000 شخص في المخيمات الثلاثة التي تديرها المفوضية والحكومة الأردنية. في مقابلة مع بي بي سي في كانون الثاني 2017، قال رئيس الأركان الأردني، محمود فريحات، إن هناك مليون لاجئ غير مسجل في الأردن. أظهر تعداد وطني في نوفمبر 2016 أن هناك 1.3 مليون سوري يقيمون في البلاد.
تم افتتاح مخيم الزعتري في يوليو 2012 وبحلول عام 2013 دخلَ إليه أكثر من 100,000 لاجئ. بُنيَ المخيم الإماراتي الأردني (أبريل 2013) ومخيّم الأزرق (أبريل 2014) بسبب الطاقة الاستيعابية لمخيم الزعتري الذي لا يحتمل أكثر من 80.000. أصبح الزعتري والأزرق أكبر مخيمين للاجئين السوريين. أفادت المفوضية السامية للأمم المتحدة لشؤون اللاجئين في كانون الثاني 2017 أن 35000 فقط من أصل 54000 شخص مسجلين في مخيم الأزرق كانوا موجودين هناك بالفعل. كما افتتح عام 2012 مخيم الحديقة في الرمثا، والذي يستضيف عائلات معظمها من العائلات الفلسطينية في سوريا، وبعض العائلات السورية أيضًا.
في الجزء الشرقي من الحدود مع سوريا، انتشرت عدّة مخيمات غير رسمية في منطقتيّ الركبان وحدلات. انتقدت هيومن رايتس ووتش ومنظمة العفو الدولية السلطات الأردنية لتعليق مساعدتها إلى تلك المناطق وعدم السماح للاجئين بالدخول. في فجر 21 حزيران 2016، عبرت سيارة مفخخة لتنظيم داعش من منطقة الركبان في الأراضي السورية وتمكنت من الوصول إلى موقع للجيش الأردني مخصص لتوزيع المساعدات الإنسانية على اللاجئين. انفجرت السيارة، مما أسفر عن مقتل 6 وإصابة 14 جنديًا أردنيًا. تبع ذلك العديد من الحوادث الأخرى التي استهدفت اللاجئين على الجانب السوري من الحدود مما أدّى في نهاية المطاف إلى إغلاق حدود الأردن مع سوريا. وفقًا لمسؤولين حكوميين في يناير 2017، سيطر تنظيم داعش على المخيم، لذلك تم حظر الوصول إليه بسبب مخاوف أمنية بشأن الخلايا النائمة التابع للتنظيم.
تفاقمت ندرة المياه الشديدة في الأردن بسبب زيادة عدد السكان. يجب على اللاجئين في مخيمي الزعتري والأزرق اقتصاد المياه بحيث على الفرد استهلاك أقل من 35 لتر يوميًا.
| اسم المخيم               | تعداد السكان |
| ------------------------ | ------------ |
| مخيم الزعتري للاجئين     | 80,000       |
| مخيم الأزرق للاجئين      | 36000        |
| المخيم الإماراتي الأردني | 4000         |
| مخيم الحديقة             | 500          |

### لبنان

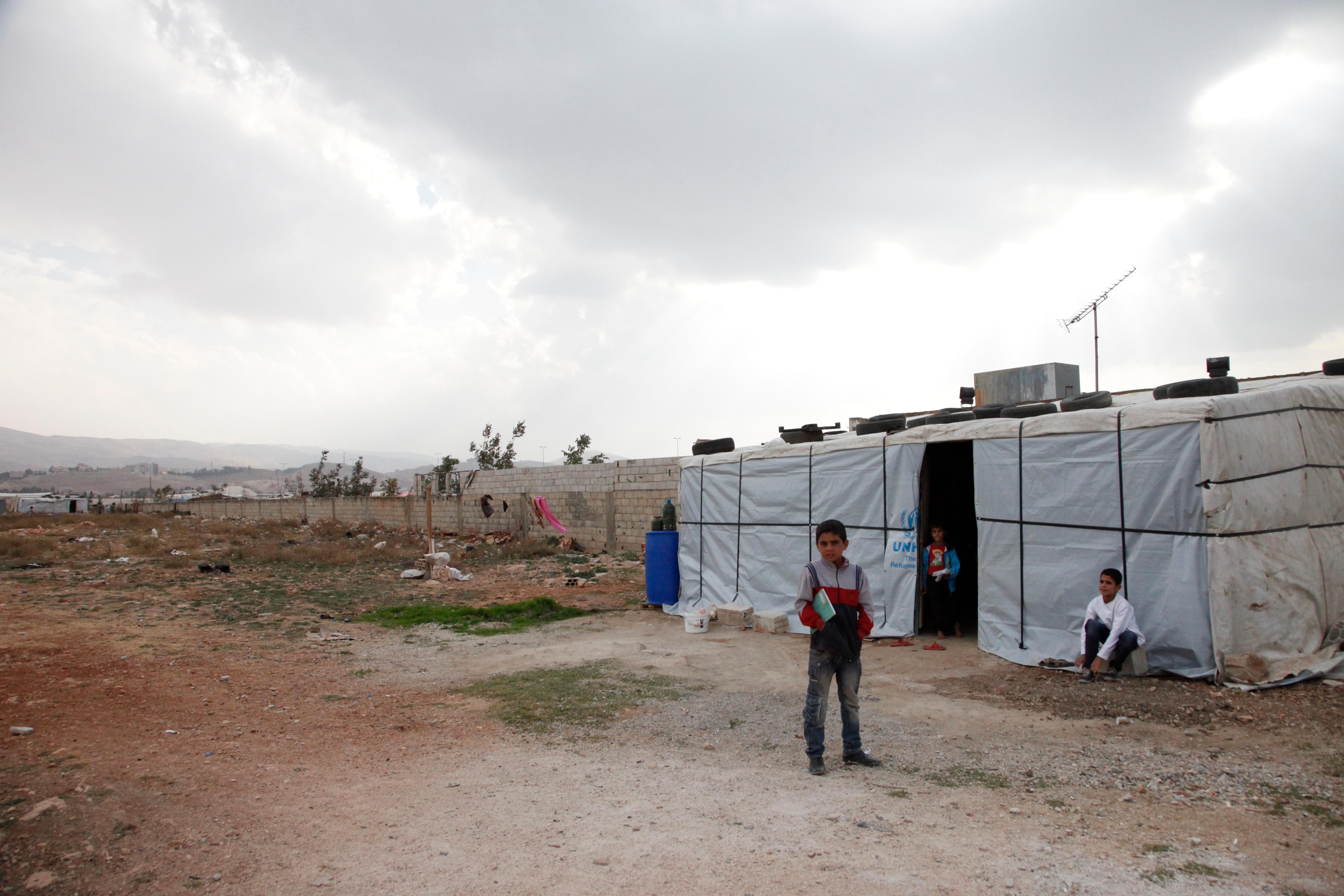
خيمة شتوية في إحدى ميخمات سهل البقاع

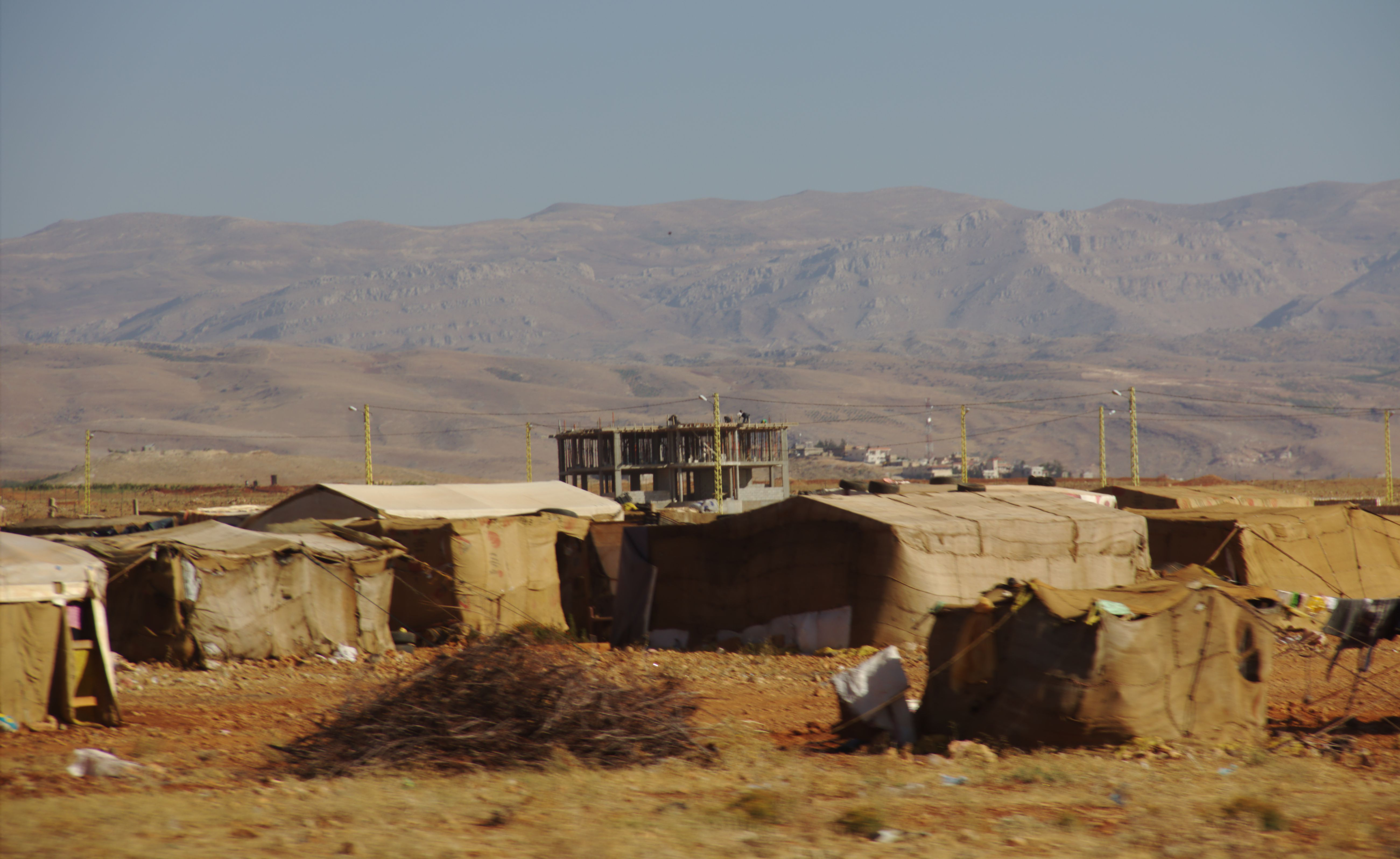
مخيم بالقرب من الحدود السورية في لبنان

يستضيف لبنان حوالي 1.5 مليون لاجئ سوري، وهو ما يمثل أكثر من ربع مجموع السكان، اعتبارًا من فبراير 2017. هذا أكبر عدد في العالم للّاجئين في دولة ما بالنسبة لعدد مواطنيها. تم تسجيل مليون لاجئ لدى المفوضية الأممية، لكن الرقم لم يتغير منذ عام 2015 عندما علّقت الحكومة تسجيل مزيد من اللاجئين. كان هناك 280.000 لاجئ فلسطيني وأكثر من 32.000 سوري قبل بداية الحرب السورية. كما فر حوالي 6000 لاجئ عراقي إلى لبنان بعد غزو العراق. بالإضافة إلى ذلك، يحتاج 1-1.5 مليون لبناني إلى مساعدة إنسانية. أدّى كل ذلك إلى تشكيل عبء على الخدمات العامة والبنية التحتية، وبالتالي تفاقم المشاكل الاقتصادية والاجتماعية الموجودة من قبل. أعلنت الحكومة اللبنانية عن خطة الاستجابة اللبنانية لأزمة اللاجئين التي طوّرتها مع الأمم المتحدة والمنظمات غير الحكومية.
يعيش حوالي 12٪ من أسر اللاجئين في مستوطنات غير رسمية (مثل: الخيام والمساكن الخشبية والبلاستيكية)، ويعيش 17٪ في المباني غير السكنية (مواقع العمل والمحلات التجارية)، بينما يعيش 71٪ في شقق أو منازل أو غرف صغيرة. وتعيش أكثر من رُبع الأسر في أماكن مكتظة (أقل من 4.5 متر للفرد). وكان العديد منهم في ظروف سيئة حيث تضررت مساكن 12٪ منهم بشدة أو معرّضة لخطر الانهيار، بالإضافة إلى معاناة 14٪ من مشكلات كبيرة مثل تسرب المياه من الأسطح، وتلف السباكة، وما إلى ذلك. يدفع اللاجئون في المتوسط إيجارًا شهريًا يبلغ 189 دولارًا أمريكيًا، بما في ذلك الأشخاص الذين يدفعون للحفاظ على خيمتهم على الأرض. بالإضافة إلى ذلك، 23٪ من اللاجئين لا يمكنهم الوصول إلى الحمامات، وحوالي 1٪ منهم لا يستطيعون الوصول إلى المراحيض.
لا توجد مخيمات رسمية للاجئين السوريين في لبنان. حيث هناك فقط 12 مخيماً رسميًا للاجئين الفلسطينيين في لبنان تديرها الأونروا. في حين أن مخيمات السوريين، وكذلك إجراءات مساعدتهم، منفصلة عن الأمم المتحدة إلى حد ما، ومع ذلك يعيش بعض السوريين في المخيمات الرسميّة، على الأقل على المدى القصير. ولا توجد تقديرات لأعدادهم.

### العراق

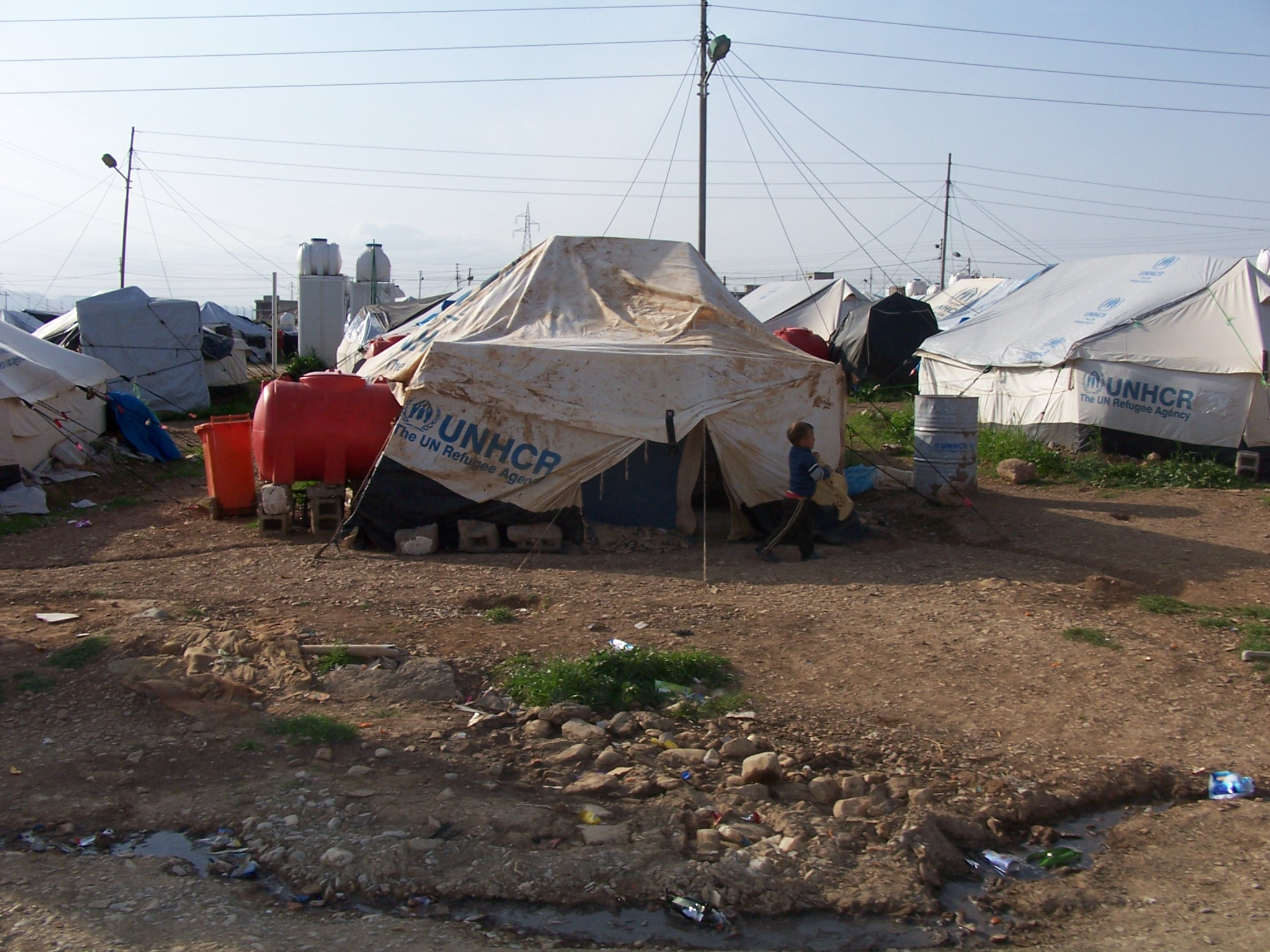
خيام اللاجئين في مخيم للاجئين السوريين في مدينة السليمانية في العراق، مارس 2014.

هناك 240,000 لاجئ سوري مسجل في العراق، 90,000 منهم يقيمون في مخيمات تديرها المفوضية السامية للأمم المتحدة لشؤون اللاجئين ولجنة الإنقاذ الدولية ومديرية الصحة. تقع جميع مخيمات اللاجئين السوريين العشرة في كردستان العراق. هناك 40 مخيماً إضافياً للعراقيين النازحين داخلياً.
| المحافظة   | اسم المخيم        | تعداد السكان | المجموع |
| ---------- | ----------------- | ------------ | ------- |
| دهوك       | مخيم دوميز الأول  | 31,554       | 49,156  |
| دهوك       | مخيم دوميز الثاني | 8,300        | 49,156  |
| دهوك       | مخيم كويلان       | 8,124        | 49,156  |
| دهوك       | مخيم عقرة         | 1,178        | 49,156  |
| أربيل      | مخيم دار شكران    | 12,387       | 32,680  |
| أربيل      | مخيم كاورغوسك     | 9,090        | 32,680  |
| أربيل      | مخيم قوشتبة       | 7,716        | 32,680  |
| أربيل      | مخيم باسرمة       | 3,487        | 32,680  |
| السليمانية | مخيم أربات        | 8,111        | 8,111   |
| الانبار    | مخيم العبيدي      | 1,500        | 1,500   |

كما كان هناك مخيم يضمّ لاجئين أكراد سوريين بالقرب من مدينة دهوك، ولكن تم نقله بعد عدة سنوات. لم يتمكن العاملون في المجال الإنساني من دخول المخيم منذ 16 يونيو 2014، ولم يتم تحديث تقديرات عدد السكان منذ ذلك الحين.

### مصر
حتى فبراير 2017، تم تسجيل 120,000 لاجئ وطالب لجوء سوري في مصر، بالإضافة إلى 80,000 آخرين من السودان وإثيوبيا ودول أفريقية أخرى.
قالت وزارة الخارجية المصرية أن مصر «عاملت اللاجئين السوريين بالشكل الذي يحفظ لهم كرامتهم» حيث لم تُقم أي مخيّمات لجوء وسمحت بهم بحريّة التنقّل في جميع أنحاء البلاد، كما سمحت لـ 44 ألف طالب سوري بالتسجيل في مرحلة التعليم ما قبل الجامعي.

## المخيمات في أوروبا

### مقدونيا الشمالية
- مخيم جفجيليا للاجئين
- مخيم تابانوفتسي للاجئين

### اليونان
في اليونان، افتُتحت مخيمات اللاجئين استجابةً لأزمة المهاجرين إلى أوروبا، وقد استضافت اللاجئين السوريين (54.9٪ من الوافدين) يليهم الأفغان (24.6٪) وثمّ اللاجئون العراقيون (11.0٪). يوجد حاليًا 57,042 لاجئ في اليونان، وفقًا للبيانات التي تم جمعها في عام 2016 من قبل هيئة تنسيق إدارة أزمة اللاجئين.

## روابط خارجية
- الصراع والهجرة في الشرق الأوسط: اللاجئون السوريون في الأردن ولبنان (العلاقات الدولية الإلكترونية، موقع مفتوح الوصول للطلاب وعلماء السياسة الدولية)
- المهاجرون وملتمسو اللجوء واللاجئون في الأردن، 2017 (تقرير جامعة توركو، مايو 2018)
- البوابة التنفيذية للمفوضية السامية للأمم المتحدة لشؤون اللاجئين: الاستجابة الإقليمية للاجئين السوريين (أحدث البيانات)
- بوابة بيانات المفوضية نسخة محفوظة 19 سبتمبر 2016 على موقع واي باك مشين.